# St. Philippus und Jakobus (Lommersdorf)

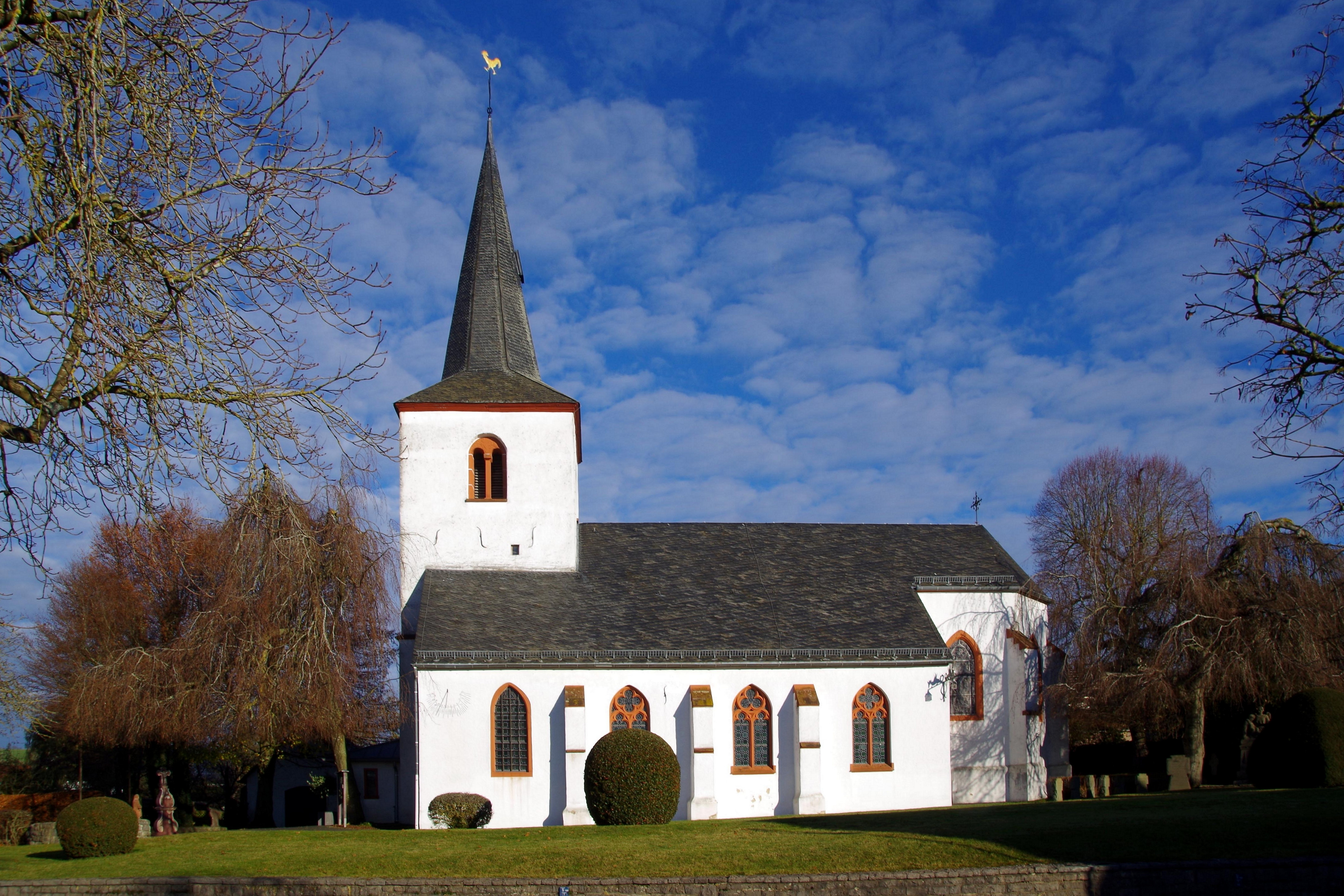
St. Philippus und Jakobus in Lommersdorf

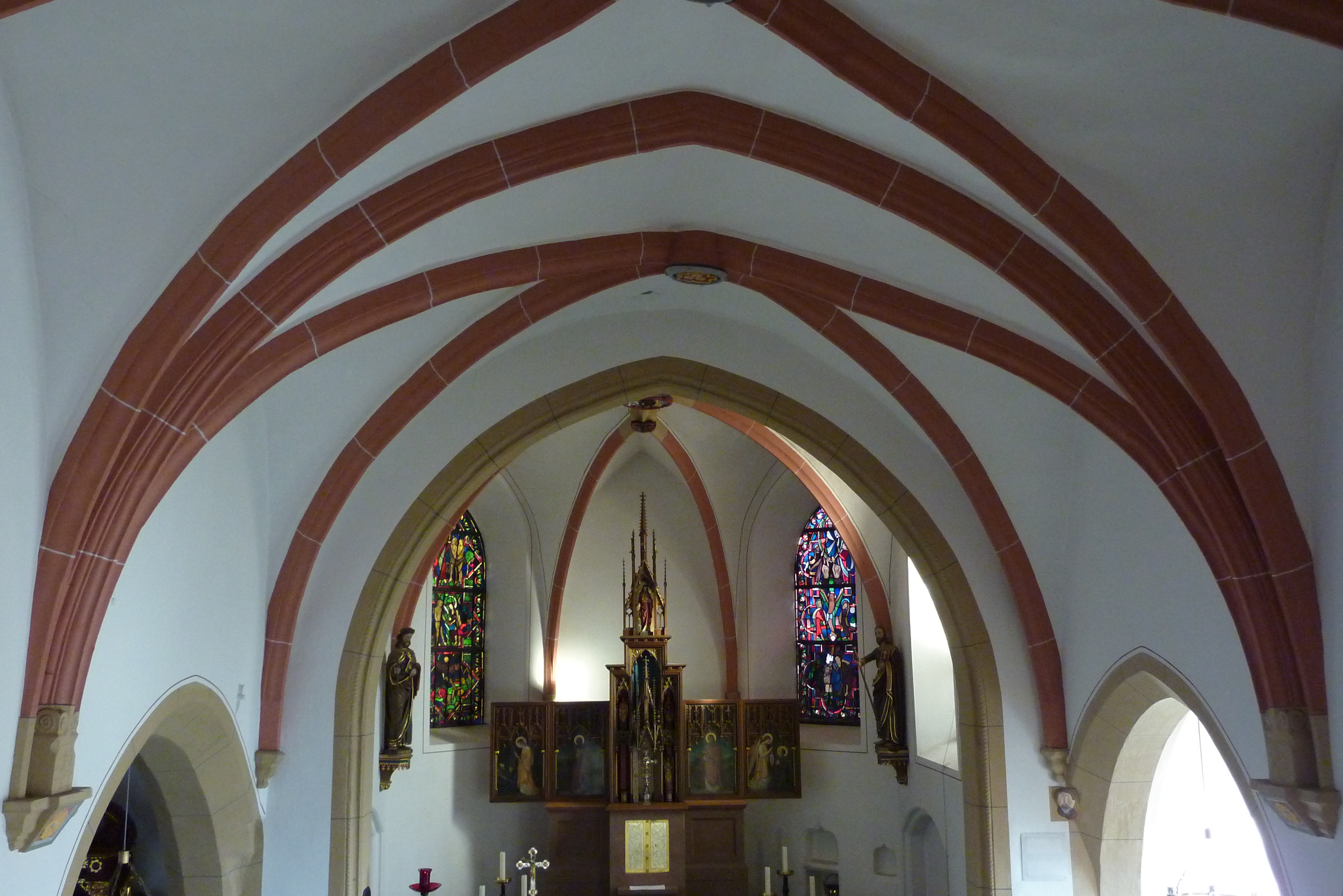
Innenraum

St. Philippus und Jakobus ist die römisch-katholische Pfarrkirche des Blankenheimer Ortsteils Lommersdorf im Kreis Euskirchen in Nordrhein-Westfalen.
Das Gotteshaus ist den hll. Philippus und Jakobus dem Älteren geweiht und unter Nr. 103 in die Liste der Baudenkmäler in Blankenheim (Ahr) eingetragen. Zur Pfarre gehört die Filiale Freilingen mit der Kapelle St. Martin.

## Geschichte

### Allgemeines
Eine Kirche in Lommersdorf wurde erstmals 1226 urkundlich erwähnt. Im Liber valoris aus der Zeit um 1308 wird die Kirche ebenfalls aufgeführt. Des Weiteren war der Ort zu dieser Zeit bereits eigenständige Pfarrei. Vermutlich besaß die Abtei Steinfeld Rechte an der Kirche, da sie im Mittelalter die Pfarrer stellte. Bis 1802 gehörte der Ort zum Erzbistum Köln, fiel dann an das Bistum Trier und kam 1825 wieder an das Erzbistum Köln. Seit 1930 gehört die Pfarre zum Bistum Aachen. Außerdem zählte bis 1803 der links der Ahr gelegene Teil von Ahrhütte zum Pfarrgebiet. Diese wurde jedoch dann nach Dollendorf umgepfarrt.

### Kirchengebäude
Die 1226 erwähnte Kirche war ein romanischer Bau des 12. Jahrhunderts. Dies war die erste Steinkirche in Lommersdorf. Davon erhalten ist bis heute der Glockenturm. Das heutige Langhaus und der Chor wurden im 15./16. Jahrhundert im Baustil der Gotik errichtet. Das letzte Joch der Seitenschiffe wurden im 18./19. Jahrhundert angebaut. 1950 wurde vor dem Hauptportal im Westen eine Vorhalle nach Plänen des Aachener Architekten Willy Rommé errichtet. 1978 wurde das Gotteshaus grundlegend renoviert.

## Ausstattung
Im Innenraum befinden sich ein barocker Nebenaltar und ein neugotischer Hochaltar. Der Volksaltar wurde am 25. Juli 1981 konsekriert. Die Buntglasfenster des Chores sind Werke von Felix Kreusch, die er um 1950 geschaffen hat.

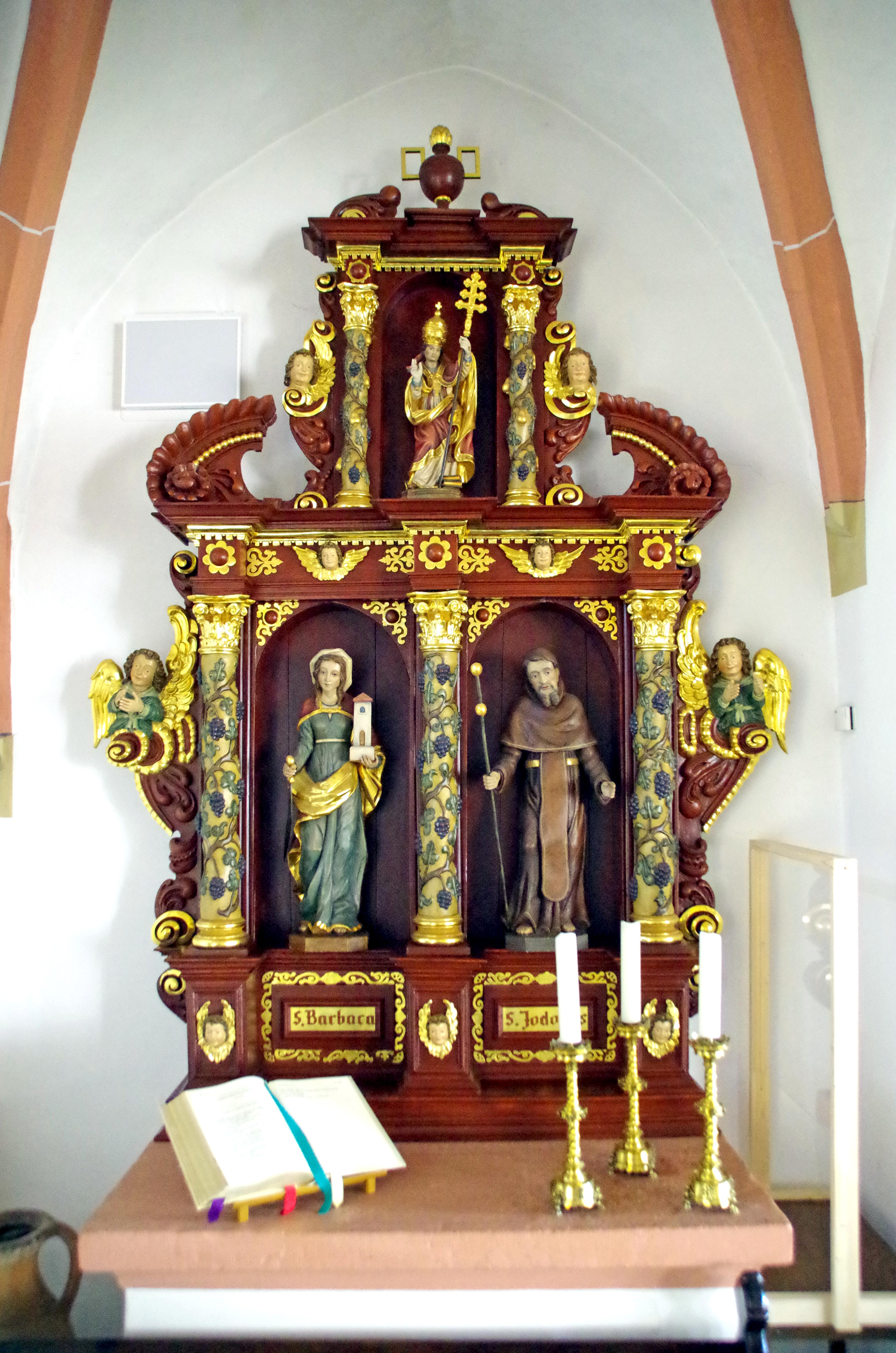
Barocker Nebenaltar
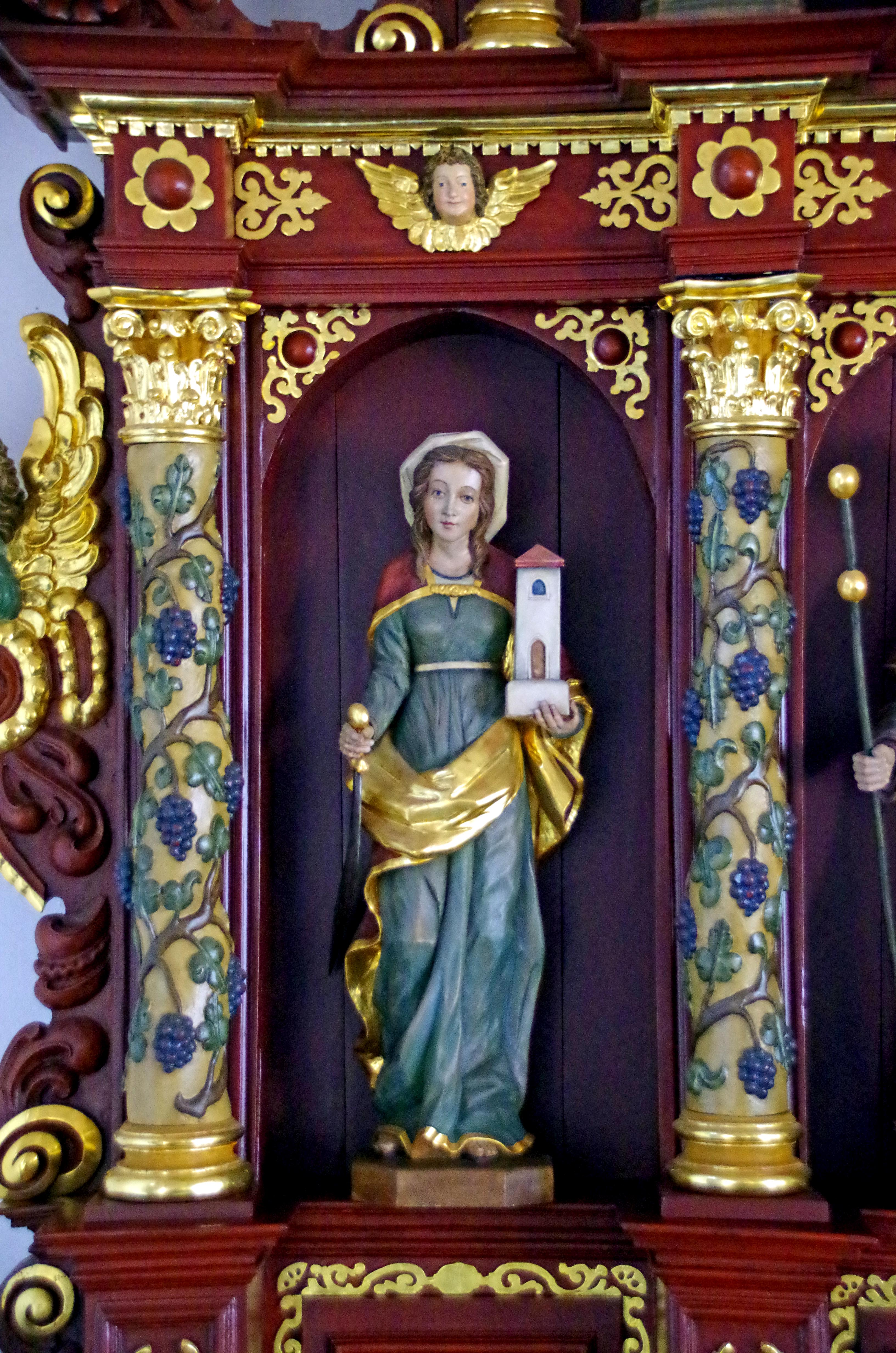
St. Barbara
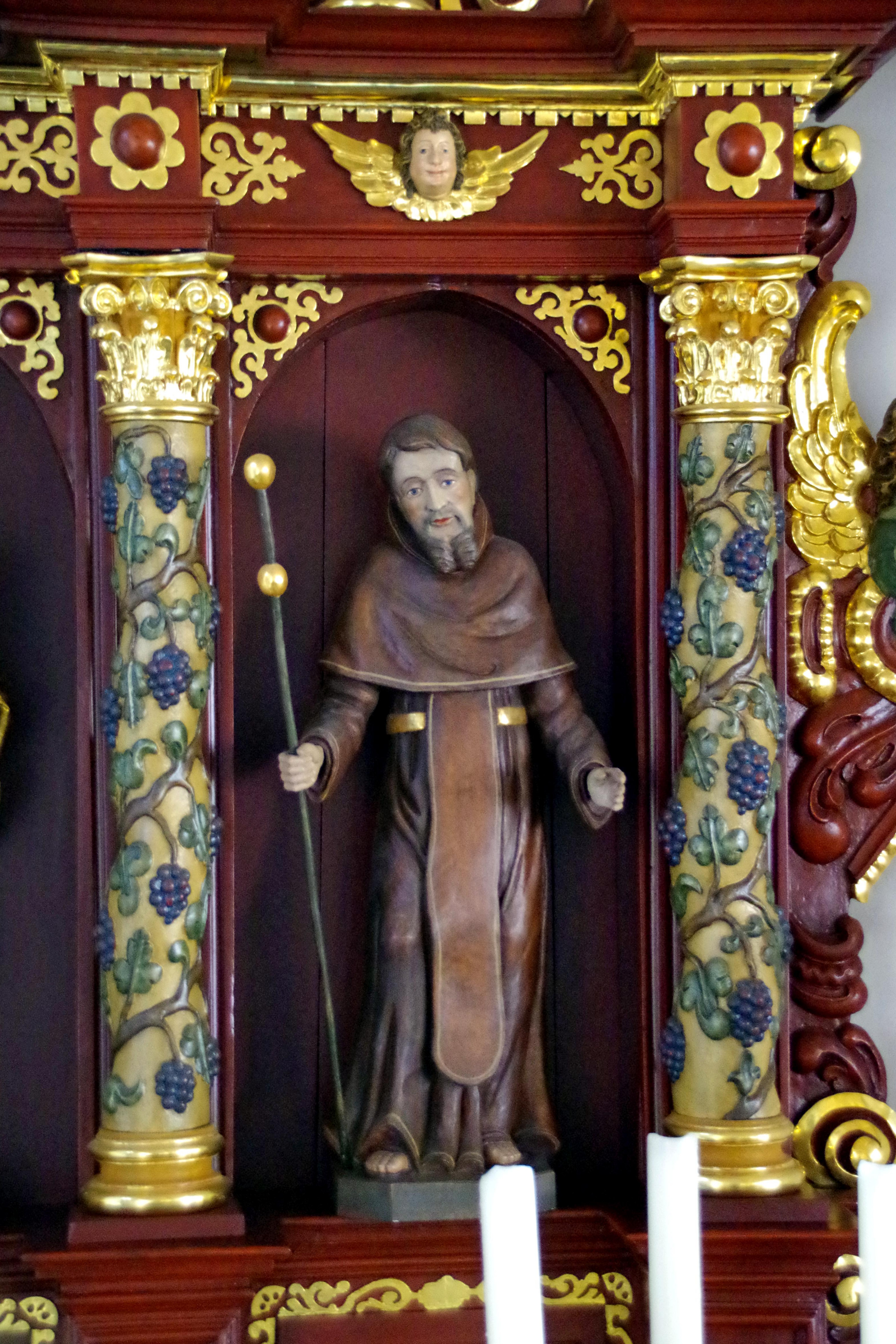
St. Jodokus
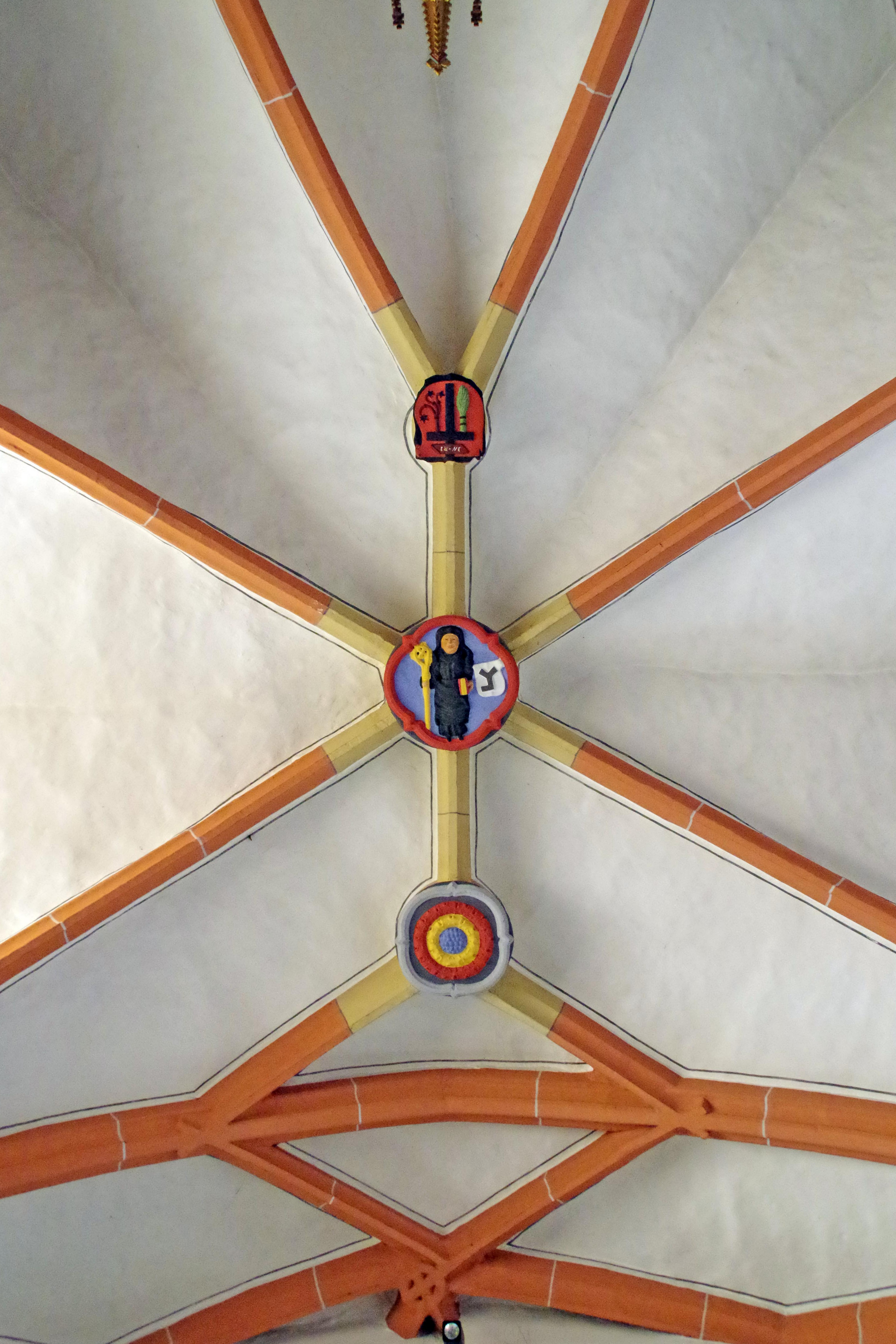
Gotisches Gewölbe
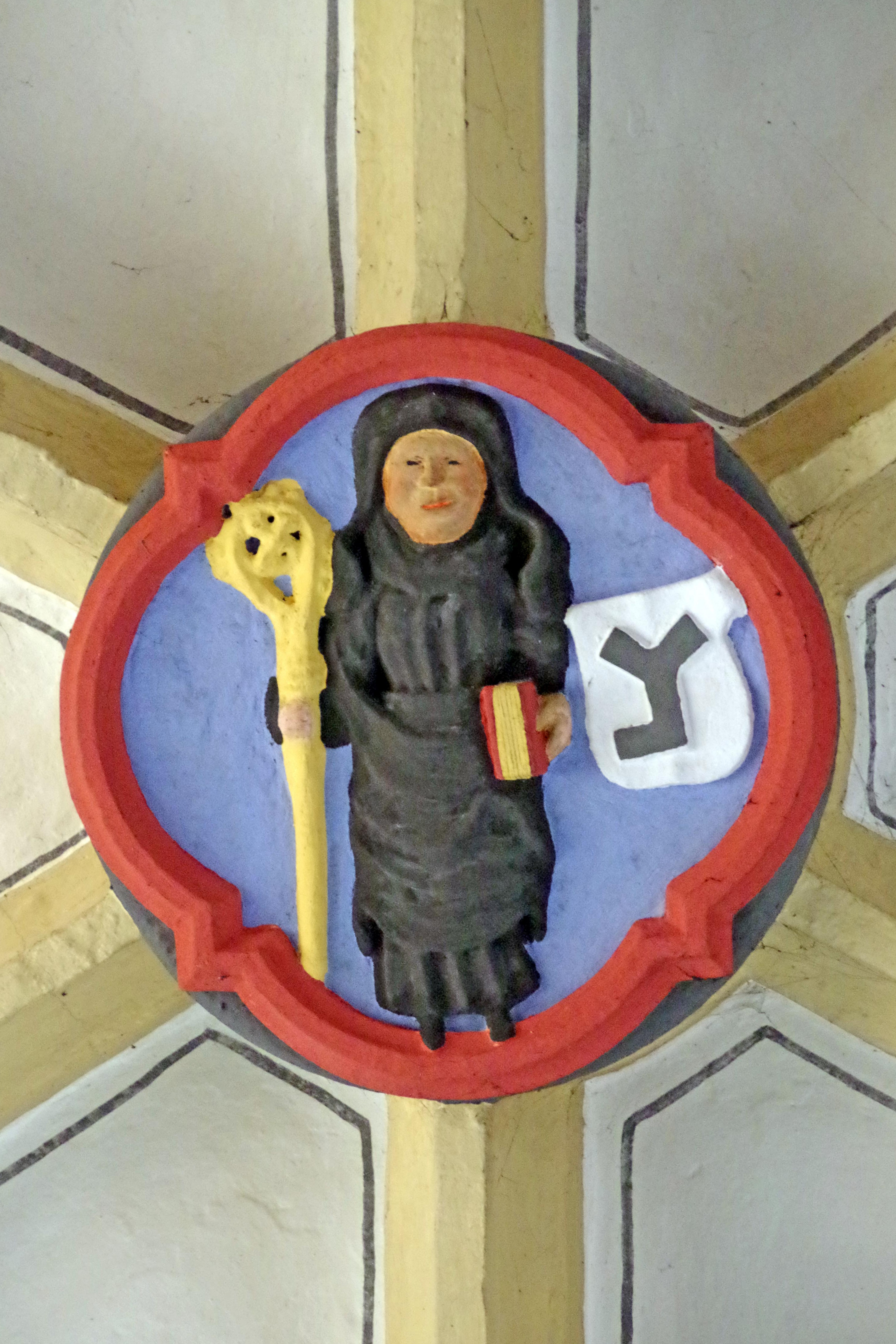
Schlussstein
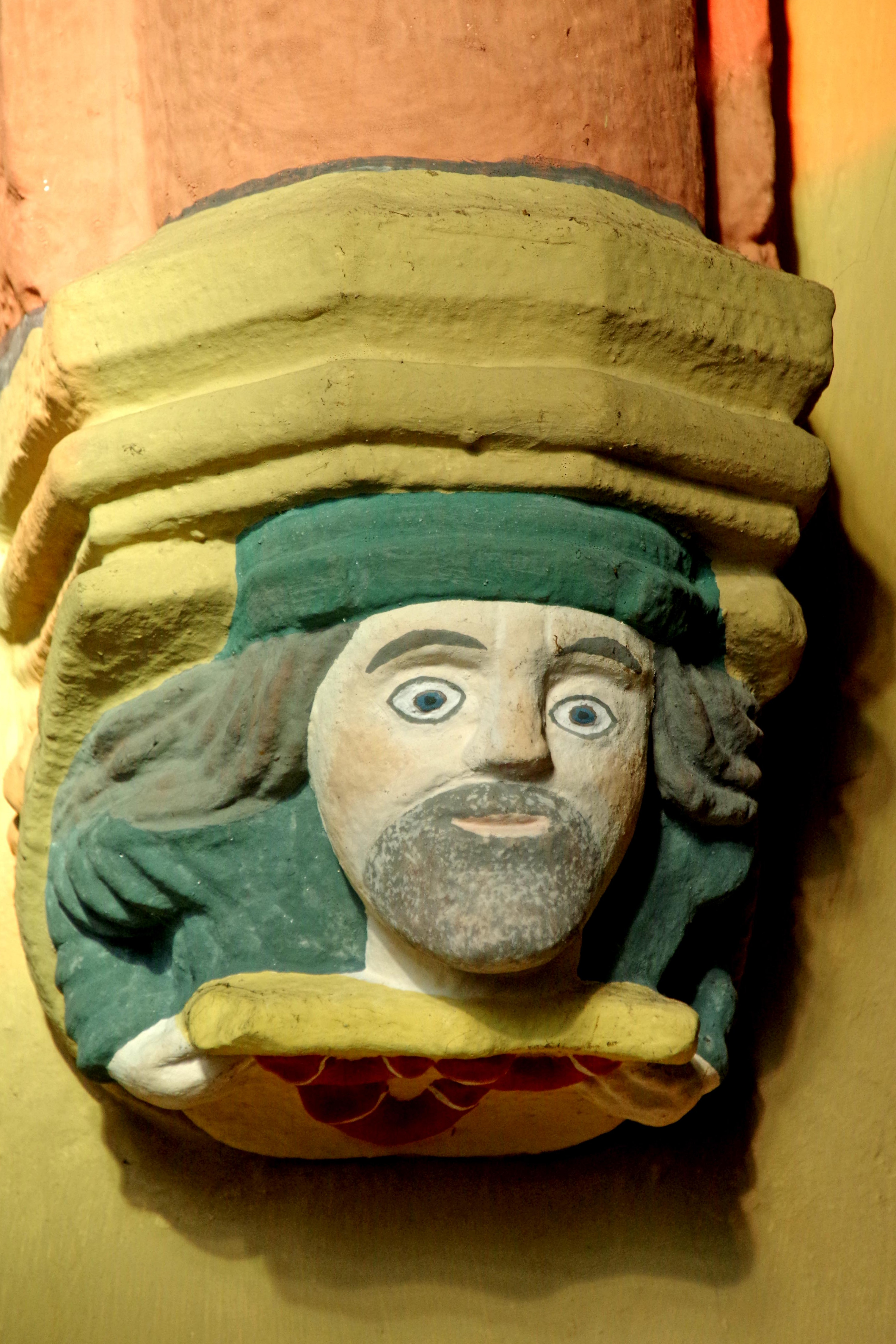
Konsolenkopf
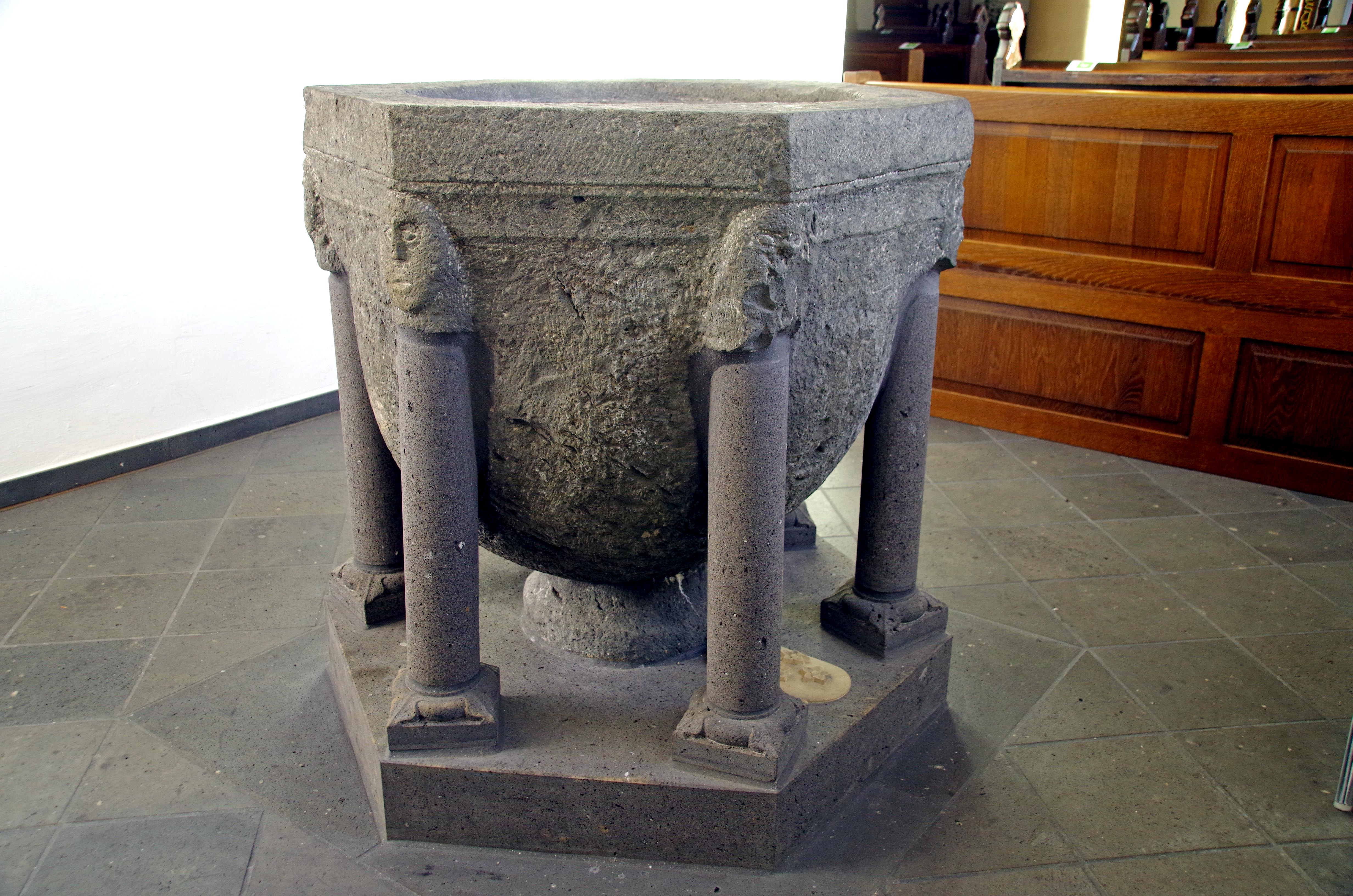
Romanisches Taufbecken

## Architektur
St. Philippus und Jakobus ist eine dreischiffige und vierjochige Stufenhallenkirche der Gotik mit eingezogenem, dreigeschossigem Glockenturm der Romanik mit achtseitigem Helm und einem dreiseitig geschlossenen Chor. Den Bau überspannt ein Kreuzrippengewölbe. Im Norden an den Chor ist eine Sakristei angebaut.